# A Gentleman of Paris
Pour plus de détails, voir Fiche technique et Distribution.
A Gentleman of Paris est un film américain réalisé par Harry d'Abbadie d'Arrast, sorti en 1927.

## Synopsis
Un éminent juge parisien est témoin d'un meurtre alors qu'il a rendez-vous avec sa maîtresse. Une femme est alors arrêtée pour le crime et traduite devant lui pour être jugée. Il s'avère que la femme est son ex-maîtresse et le juge sait parfaitement qu'elle n'est pas l'assassin mais s'il l'innocente, il a de fortes chances de ruiner son mariage et sa carrière.

## Fiche technique
- Titre : A Gentleman of Paris
- Réalisation : Harry d'Abbadie d'Arrast
- Scénario : Benjamin Glazer, Herman J. Mankiewicz et Chandler Sprague d'après un roman de Roy Horniman
- Photographie : Harold Rosson
- Société de production : Paramount Pictures
- Pays d'origine : États-Unis
- Format : Noir et blanc - 1,33:1 - Film muet
- Genre : comédie
- Date de sortie : 1927

## Distribution
- Adolphe Menjou : Marquis de Marignan
- Shirley O'Hara : Jacqueline
- Arlette Marchal : Yvonne Dufour
- Ivy Harris : Henriette
- Nicholas Soussanin : Joseph Talineau
- Lawrence Grant : Gen. Baron de Latour
- William B. Davidson : Henri Dufour